# Bicicleta estàtica

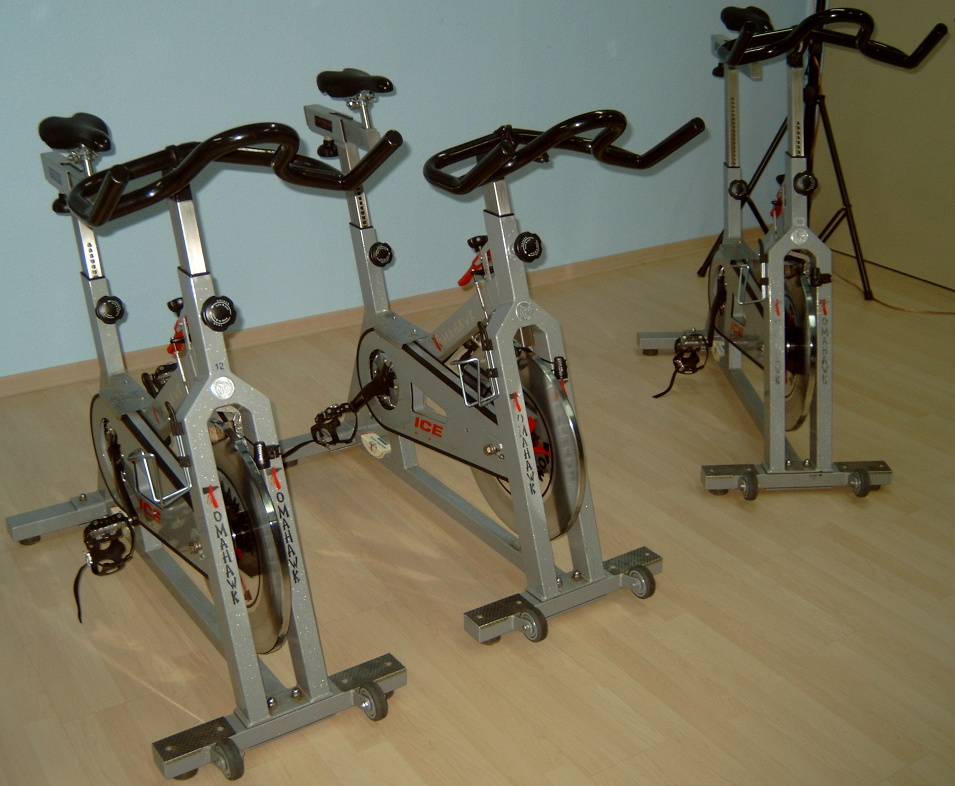
Bicicletes estàtiques

La bicicleta estàtica és una màquina d'exercicis amb un disc que s'acciona mitjançant uns pedals i amb un sistema de fricció, la força del qual es pot regular per simular pendents. Habitualment disposa d'un mesurador de velocitat i un de quilometratge. Els més sofisticats tenen comptador de pulsacions i fan càlculs estimatius de les calories gastades durant l'exercici a més a més de registrar les dades en una memòria.